# Priscilla Faia
Priscilla Faia (Victoria, 23 de octubre de 1985) es una actriz canadiense de cine y televisión. Conocida por sus papeles en los cortometrajes After the Riots (2009) y Method (2013) y en la serie de televisión de 2010 Rookie Blue donde interpreta el personaje de Chloe Price. Su actuación en Rookie Blue fue nominada en 2014 para un Canadian Screen Awards a la mejor interpretación de una actriz en un papel secundario destacado en un programa o serie dramática. También ha protagonizado la serie de televisión Tú, yo y ella como Isabelle «Izzy» Silva.

## Biografía
Priscilla Faia nació el 23 de octubre de 1985 en Victoria, Columbia Británica. Firmó con un agente de talentos a la edad de 8 años y comenzó a tomar clases en el Screen Actors Studio en Victoria cuando apenas tenía 9 años. Después de mudarse a Vancouver a la edad de 22 años, encontró trabajo en comerciales y un pequeño papel en la miniserie de Steven Seagal True Justice. Durante este tiempo, estudió con Matthew Harrison en Actor's Foundry. También trabajo como camarera en el Cactus Club Cafe, antes de dedicarse enteramente a la actuación.
Su primer papel importante en la televisión fue como Chloe Price en la serie de televisión canadiense Rookie Blue. Debutó en el segundo episodio de la temporada 4, cuando se acercó a Dov (interpretado por Gregory Smith) en un bar. Luego fue presentada en el tercer episodio como la ahijada del personaje de Frank Best (Lyriq Bent).
Posteriormente, trabajó en varias series de televisión en papeles episódicos en producciones como Seed (2014), donde interpreta el papel de Sandra, en la película de temática navideña My One Christmas Wish (2015), en el episodio The Vanishing Policeman de la serie de televisión canadiense de drama policíaco Motive (2016). Entre 2016 y 2020 trabajó en la serie de televisión Tú, yo y ella, que trata sobre una pareja casada de los suburbios Los Trakarsky que viven una crisis matrimonial hasta que conocen a Izzy, una estudiante de psicología, que despierta en ellos un apetito sexual y emocional que llevaban tiempo sin experimentar. Su actuación le valió nominaciones para los premios UBCP/ACTRA en la categoría de Mejor actriz (2016), así como para los Premios Leo en la categoría de Mejor interpretación principal femenina (2018 y 2019).
En 2021, interpretó el personaje de la Dr. Cintia D'Souza en la serie de televisión de drama médico The Good Doctor. En 2024, participó en el largometraje Calamity Jane una historia ficticia basada en la vida de Martha Jane Canary, más conocida como Calamity Jane.

## Canadian Charity Challenge
Formó parte del primer «Canadian Charity Challenge» a Machu Picchu. En mayo de 2013, Faia fue junto con otros actores de la serie Rookie Blue a Machu Picchu (Perú), para apoyar a UNICEF. Junto con sus compañeros (Charlotte Sullivan y Peter Mooney), recorrió Perú durante nueve días acampando y cocinando en las zonas pobres de los Andes. Asistió a programas educativos realizados por UNICEF y aprendió sobre sus esfuerzos para proteger y ayudar a los niños pobres que viven en las comunidades rurales.

## Filmografía
| Año            | Título                               | Papel                 | Notas                                           | Ref.   |
| -------------- | ------------------------------------ | --------------------- | ----------------------------------------------- | ------ |
| 2012           | True Justicie (Justicia extrema)     | Shelby                | Episodios: «Dirty Money» y «Violence of Action» |        |
| 2012           | The Eleventh Victim                  | Leola Sheldon         | Telefilme                                       |        |
| 2013           | W.O.S.                               | Poppy                 | Telefilme                                       |        |
| 2013           | Psych                                | Kimberly              | Episodio: «Juliet Wears the Pantsuit»           |        |
| 2013-2015      | Rookie Blue                          | Chloe Price           | Papel principal (temporadas 4-6); 34 episodios  |        |
| 2014           | Seed                                 | Sandra                | Episodio «The Bjorn Identity»                   |        |
| 2015           | My One Christmas Wish                | Kate                  | Telefilme                                       | [ 10 ] |
| 2016           | Motive                               | Lori Schultz          | Episodio: «The Vanishing Policeman»             |        |
| 2016-2020      | Tú, yo y ella                        | Isabelle «Izzy» Silva | Papel principal (temporadas 1-5); 50 episodios  |        |
| 2021           | The Good Doctor                      | Dr. Cintia D'Souza    | Episodio «Irresponsible Salad Bar Practices»    | [ 7 ]  |
| 2021           | Canadian Reflections                 | Idaline               | Episodio: «Giltrude's Dwelling»                 |        |
| 2023           | Pretty Hard Cases                    | Saffron               | Episodio: «Always a Bridesmaid»                 |        |
| 2023           | Fire Country                         | Eloisa                | Episodio «Firing Squad»                         |        |
| 2024           | Calamity Jane                        | Abigail               | Largometraje                                    | [ 14 ] |
| 2025           | Law & Order Toronto: Criminal Intent | Jade Lancaster        | Episodio «White Squirrel City»                  |        |
| (Fuente: IMDb) |                                      |                       |                                                 |        |

## Premios y nominaciones
| Año  | Premios                | Categoría                                                                                            | Papel         | Resultado | Ref.   |
| ---- | ---------------------- | --- | ------------- | --------- | ------ |
| 2014 | Canadian Screen Awards | Mejor interpretación de una actriz en un papel secundario destacado en un programa o serie dramática | Rookie Blue   | Nominada  | [ 1 ]  |
| 2016 | Premios UBCP/ACTRA     | Mejor actriz                                                                                         | Tú, yo y ella | Nominada  | [ 12 ] |
| 2018 | Premios Leo            | Mejor Interpretación Principal por una Mujer en una Serie Dramática                                  | Tú, yo y ella | Nominada  | [ 17 ] |
| 2019 | Premios Leo            | Mejor Interpretación en una Serie o Programa de Comedia, Musical o Variedad                          | Tú, yo y ella | Ganadora  | [ 13 ] |